# 朴相南
朴相南（韓語：박상남，1994年1月29日—），韩国男演员，毕业于檀国大学。

## 演出作品

### 電視劇
- 2016年：JTBC《青春時代》
- 2017年：SBS《我的野蠻女友 (韓國電視劇)》
- 2019年：SBS《Big Issue》飾演 媒體人 客串
- 2021年：tvN《你是我的春天》飾演 派翠克（柳晳浚）
- 2022年：tvN《军检察官多伯曼》饰演 艾伦
- 2023年：tvN《神聖的偶像》飾演 謝鑑才
- 2023年：KBS2《Drama Special－影子的告白》
- 2024年：KBS 1TV《結婚吧笨蛋啊！》飾演具單數

### 網路劇
- 2017年：Naver TV《哥哥消失了》
- 2018年：Dingo《談什麼戀愛》飾演 車俊日
- 2018年：《濟州的海水》
- 2019年：Naver TV《備用策展人》飾演 Josh Lee
- 2019年：WHYNOT MEDIA《金耀漢的故事》飾演 金耀漢
- 2020年：《今天不吃金槍魚》飾演 都康秀
- 2020年：《Twenty-Twenty》飾演 鄭夏俊
- 2021年：TVING《正在書寫你的命運》飾演 明
- 2022年：Disney+《警校菜鳥》飾演 相親男子

### 電影
- 2021年：《賭上一切》
- 2023年：《犯罪都市3》
- 2023年：《影子的告白》（그림자 고백）
- 2024年：《大峙洞绯闻》饰演 基行[2]
- 2025年：《浪漫爱情》饰演 贤宇[3][4]

### 綜藝節目
- 2017年：JTBC《戀愛能力評價》

### MV
- 2015年：태익 TaeIk《오늘은 말할래 I'll Tall U》
- 2017年：Nine Muses《기억해 Remember》
- 2018年：金娜英《그 한마디 I Can't Say That》
- 2020年：金閔俊《30분은 거절할까 봐》

## 獎項
| 年份 | 頒獎典禮    | 獎項           | 作品               | 結果 |
| ---- | ----------- | -------------- | ------------------ | ---- |
| 2024 | KBS演技大獎 | 男子新人獎     | 《結婚吧笨蛋啊！》 | 獲獎 |
| 2024 | KBS演技大獎 | 男子網絡人氣獎 | 《結婚吧笨蛋啊！》 | 提名 |

## 外部連結
- 朴相南的Instagram帳戶
- 朴相南在NAVER上的资料
- 朴相南在韩国电影数据库（KMDb）上的資料（韓語）
- 朴相南在互联网电影资料库（IMDb）上的資料（英文）
- 朴相南在HanCinema的頁面（英文）
- 朴相南在豆瓣上的资料（简体中文）